# Deberny & Peignot
Deberny & Peignot was een Franse lettergieterij, ontstaan in 1923 uit een fusie van twee Franse bedrijven, Deberny & Cie (opgericht in 1818) en Peignot & fils (opgericht in 1842).

## Geschiedenis

### Deberny
De Deberny lettergieterij werd opgericht door drie personen, J.L. Duplat (17??-1823), Jean François Laurent, en Joseph Gill (1748-1789). De legendarische Franse letterkundige Honoré de Balzac wenste een drukkerij voor zijn eigen werk en startte er één samen met letterzetter André Barbier in 1826 in Parijs met geld van zijn moeder en zijn maîtresse Madame De Berny. Omstreeks 1827 kocht De Balzac de zetterij van Laurent. Barbier verliet de drukkerij/zetterij in 1828 door de schulden veroorzaakt door het extravagante uitgavenpatroon van De Balzac. Toch had die laatste een trouwe vriendenkring, zodat Louise Antoinette Laure De Berny de drukkerij overnam. Zij schonk het bedrijf aan haar 19-jarige zoon Alexandre De Berny.
Alexandre De Berny werkte samen met Jean-François Laurent tot 1840. Later werd de achternaam van Alexandre verbasterd tot "Deberny". Hij maakte zo'n vijftig jaar furore in letterontwerpen en boekdruk. In 1877 kwam Charles Tuleu in het bedrijf en erfde het in 1881 na Deberny's dood, waarna Tuleu het alleen voortzette tot 1914. Hij voegde nog meer lettertypen aan het programma toe.
Tuleu had geen kinderen dus zocht een partner voor de overname, en kwam via zijn vrouw Jeanne Peignot, met haar broer George Peignot, die een rivaliserende lettergieterij runde.

### Peignot
In 1840 werd in Parijs door René Leclerc een lettermatrijzenfabriek opgericht. Na wat overnames en overlijdens werd dit bedrijfje publiek geveild in ca. 1868. Gustave Peignot (1839-1899) nam het over en startte een winkeltje. Peignot deed een aantal voorraadovernames van eindigende lettergieterijen. Een jaar voor zijn dood in 1899 doopte Gustave zijn bedrijf voor de familie om tot "G. Peignot et fils".
Zijn zoon Georges Peignot (1872-1915) was voortvarend en progressief letterontwerper, met visie op de "nieuwe eeuw". Voor bekende letterkundigen ontwierp hij speciale lettertypen, zoals "Grasset" voor Eugène Grasset en werd succesvol onthaald op de Wereld Expositie van 1900. Samen met Georges Auriol ontwierp hij "Auriol" en "Robur". Auriol is nog bekend om de borden bij de trappen van de Parijse Metro.
Net als zijn vader nam Georges de matrijzen over van andere lettergieterijen, waaronder Fonderie Générale, een invloedrijke overname met de historische "Didot" lettermatrijzen. Een jaar later verschenen lettertypen "Cochin" en "Moreau-le-Jeune" die een belangrijke impuls waren voor de letterontwerpen uit die tijd. Ook werd het lettertype "Garamond" van Imprimérie Nationale opnieuw gesneden, gebaseerd op het 17e-eeuwse ontwerp van Jean Jannon.
Het noodlot sloeg toe waarbij alle broers Peignot in de Eerste Wereldoorlog omkwamen, en het bedrijf stil kwam te liggen. Er is nu een straat in Parijs met de naam "Rue Quatre Frères Peignot" ter nagedachtenis van deze vier broers. Henri Menut leidde even later de lettergieterij en -uitgeverij, en deed ook overnames van lettermatrijzen, zoals de "Baskerville" van Bertrand Foundry. Uiteindelijk hernoemde Menut in 1916 het bedrijf in "Peignot et Cie.".
De nagelaten zoon van Georges Peignot, Charles, leerde na zijn terugkomst als luitenant in het leger, onder leiding van Menut het lettersnijden. Hij maakte het onvoltooide werk van zijn vader af, waaronder lettertypen "Naudin" en "Garamont". Hij liet echter de financiële supervisie en leiding over aan Menut en zijn neef Pierre Payet, en ging zelf studeren tot 1921. Het bedrijf "Girard et Cie." onderhandelde een fusie met "Peignot et Cie." Na jaren van concurrentie besloten Girard, Menut, Payet en Peignot samen te gaan.
In 1957 richtte Charles Peignot de Association Typographique Internationale op, een internationale organisatie toegewijd aan de typografie.

### Deberny & Peignot
Op 1 juli 1923 was de fusie een feit. Charles Peignot vorderde zijn kundigheid als letterontwerper en voltooide in 1924 een project voor het ontwerp van egyptienne-lettertype "Sphinx". Peignot werkte vanaf 1924 samen met typograaf, artdirector en criticus Maximilien Vox (geboren als Samuel Monod, 1894-1974). Vox had samen met Peignots bedrijf veel invloed op de Franse typografie in die tijd. Ze brachten tezamen in 1926 een novelle formaat gids uit met lettertypen van Deberny & Peignot: "Les Divertissements Typographiques", gratis verstrekt aan drukkerijen.
In 1927 bracht Peignot zelf het magazine Arts et Métiers Graphiques uit, waarin artistieke artikelen journalistiek werden geschreven. Het magazine werd twaalf jaar lang geproduceerd, totdat het in de oorlog werd verboden.
Charles Peignot kocht op aandringen van Maximilien Vox in 1929 de rechten van Bauhaus' schreefloze lettertype "Futura", ontworpen door Paul Renner. Het werd door Deberny & Peignot op de markt gebracht onder de naam "Europe".
Door het succes van de lettergieterij/-uitgeverij werd besloten in 1935 nog een catalogus uit te brengen, de Spécimen Général, dat bestond uit een tweedelig boek met vele lettervoorbeelden en drukkersgereedschappen. Letterontwerper Marcel Jacno (1904-1989) droeg bij aan de gigantische collectie met zijn creaties "Film" uit 1934 en "Scribe" uit 1937. Het bedrijf raakte in een financiële malaise door de wereldwijde economische teruggang. Daarna werd in 1951 wederom een catalogus gedrukt met de naam D & P: Bulletin Périodique de Liason et de Documentation, waarin vragen en antwoorden voor drukkers, industriële nieuwtjes, advertenties voor lettertypen, diensten en machines werd aangeboden.
Tot 1960 bleef Charles leiding geven aan de creatie van originele lettertypen. In 1972 werd het overgenomen door de Haas lettergieterij (Haas’sche Gießerei) in Münchenstein, waarna pas in 1979 de deuren van Deberny & Peignot sloten.

## Letterontwerpers
Charles Peignot bezocht regelmatig Art Deco beurzen en exposities. Hij kwam in contact met A. M. Cassandre (geboren als Adolphe Jean-Marie Mouron, 1901-1968) en nam hem aan als letterontwerper. Ze werkten nauw samen op gebied van (grafisch) ontwerp met vooraanstaande Franse auteurs, schilders, architecten, industrieel ontwerpers en stichtten de Union des Artistes Modernes. Cassandre ontwierp het Art Deco lettertype "Bifur", en in 1930 kwam ook "Acier" uit.
Peignot ontdekte een andere bekende letterontwerper: Adrian Frutiger. Hij werd aangenomen in 1953 bij Deberny & Peignot en kwam spoedig met nieuwe lettertypen: "Président" en "Phoebus", "Ondine" en "Méridien" verschenen in 1954. Frutiger converteerde klassieke lettertypen als Garamont, Baskerville en Bodoni voor de Lumitype fotozetmachine.

## Lumitype
Eind jaren 50 van de twintigste eeuw werd door Deberny & Peignot de Lumitype uitgevonden, een van de eerste werkzame fotozetmachines, alsmede de lettertypen voor dit apparaat.